# Ledarskap
Ledarskap är ur ett organisatoriskt synsätt ett speciellt beteende som används i avsikt att påverka andras tänkande, inställning och uppförande.
Ledarskap kan beskrivas som en social process där en person engagerar andra i att genomföra en gemensam uppgift. En annan  beskrivning fokuserar på ledarskap som dels påverkan på andra, dels en ojämlik relation mellan ledaren  och de ledda.
Därför är också ledarskap viktigt ur ett organisatoriskt perspektiv  och anses vara viktigt för hur organisationer fungerar och presterar. 
Ledarskapsstudier bedrivs inom flera olika forskningsområden. Ledarskapsstudier ska inte förväxlas med ledarskapsutbildning som ofta bedrivs av managementkonsulter. Facktidningen Harvard Business Review, skriven av akademiker med ledare som målgrupp, är ett exempel på hur distinktionen dem emellan ofta är flytande.
En skicklig ledare kan anpassa sitt ledarskap efter den rådande situationen, det innebär inte bara att ta hänsyn till medarbetarnas förutsättningar, drivkrafter och kompetenser utan även de yttre kraven.

## Centrala distinktioner inom ledarskap

### Ledarskap och chefskap
Ofta görs en distinktion mellan chefskap (ungefär management) och ledarskap. Med ett chefsuppdrag följer resurser och befogenheter och  medarbetare i olika roller, positioner och befattningar. Ledarskapets uppgift handlar om att frigöra medarbetarnas förmåga och vilja att prestera i riktning mot organisationens mål. Eftersom ledarskapet saknar de resurser och befogenheter som chefsuppdraget ger är ledarskap något som måste förtjänas. Ofta men inte alltid innehar samma person både chefskapet och ledarskapet.Att vara chef och ledare kan ses som olika, men komplementära, roller.
Att hantera ledarskap är således inte en position som tilldelas i en organisation, utan den relation som kommuniceras mellan varandra enligt vissa kriterier. Detta betyder att en tillsatt chef kan sakna ledarkriterier samtidigt som en arbetare på golvet kan ha ett beteende associerat med ledarskap. Ledarskap i sig är därför inte nödvändigtvis kopplat till de uppgifter eller mål som ska uppfyllas, till skillnad från den formella ledaren i företaget där de oftast förutsätter att dessa mål uppnås. Detta kan ses som skillnaden mellan formellt och informellt ledarskap.
Ledarskap kan även ibland beskrivas som konsten att leda människor. Ledarskap har getts olika betydelse, från att utmålas som en särdeles exceptionell, sällsynt och värdefull förmåga, till att beskrivas som en yrkesroll som inte mer värdefull än någon annan. Ledarskapet är nära besläktat med chefskap och administration.

### Ledarskapets processer
Ledarskap och chefskap kan kopplas till olika processer, vilket bland annat forskaren John Kotter beskrivit . Chefskapets processer fokuserar planering och budgetering, organisation och bemanning samt kontroll och problemlösning. Chefskaps processer avser att skapa ordning, reda och förutsägbart. Ledarskapets processer fokuserar på att visa en riktning, skapa samsyn samt motivera. Ledarskapets processer avser att skapa förändring. På detta sätt förutsätter ledarskap och chefskap varandra.

### Ledarskapsnivåer i organisationer

Ledarskapsnivåer i en organisation.

Ledarskap kan delas in i institutionell, administrativ och operativ nivå. På institutionell nivå formuleras organisationens övergripande mål. Man gör långsiktig planering och lägger upp en strategi. Ledarskapet på institutionell nivå har en symbolisk funktion och förväntas förmedla de normer organisationen står för. Den symboliska funktionen innebär att det på institutionell nivå även finns mer ceremoniella arbetsuppgifter. På administrativ nivå har man ansvar för tydligt avgränsade delar av organisationen. Man sätter upp mål för verksamheter och organiserar de enheter man ansvarar för. Ledningen på administrativ nivå utgör en kommunikationslänk till den operativa nivån. Ledare på operativ nivå ser över och ansvarar för det dagliga arbetet i den arbetsgrupp de ansvarar för. Operativt ledarskap förutsätter ofta specialiserad yrkeskunskap för att lösa arbetsuppgifterna. Ledare på denna nivå brukar ha en nära social relation till medarbetarna i organisationen.

## Genuint ledarskap
Genuint ledarskap manar att det finns en inflytesrelation mellan ledaren och följaren. De kriterier som måste uppnås är: 
1. Relation i flera riktningar utan tvång.
2. Minst en ledare (person som tar initiativ) och minst två personer som följer.
3. Samarbete för att nå verkliga förändringar, inte bara ytliga. [12]

## Globalt och tvärkulturellt ledarskap
Globalt ledarskap innebär att man förstår den globala marknaden. Frågor som man arbetar med är hur man leder en värld som är splittrad och hur en ledare kan ena människor med olika bakgrund och kultur. Som global ledare gäller det att man kan avläsa och förstå dessa skillnader för att bygga en organisation som kan verka internationellt. 
En ledare kan bli tvungen att ändra på sitt ledarskapsätt på grund av de kulturella fenomenen som denna möter på arbetsplatsen. Studier visar att ledare invandrarbakgrund har bidragit till sina verksamheter tack vare sina rötter och annorlunda livserfarenheter. Verksamheterna blev berikade med nya vyer, synpunkter och förhållningssätt till vardagliga saker.

## Ledartyper
Det finns flera olika indelningar av ledartyper. En indelning talar om den mörka triaden. En annan uppdelning är den narcissistiska, nivå 5-ledare samt den autentiska ledaren. 
Narcissistiska ledare är mycket vidlyftiga personligheter, de har en förmåga att ingjuta en storslagen och mycket övertygande vision hos sina anhängare. De rekryterar stora mängder följeslagare genom denna metod.
Nivå 5-ledare är mer tillbakadragna och viljestarka, blyga och orädda. De agerar tyst, lugnt och bestämt och litar främst på inspirerande principer, inte inspirerande karisma, för att få människor motiverade.
Autentiska ledare är personer som har en positiv kraft men har lägre profil, människor inspireras av ledare som har stor äkthet som leder genom sitt exempel och skapar ett sunt moraliskt klimat med transparens, förtroende, integritet och höga moraliska krav.